# Serjania neei
Serjania neei är en kinesträdsväxtart som beskrevs av P. Acevedo-rodriguez. Serjania neei ingår i släktet Serjania och familjen kinesträdsväxter. Inga underarter finns listade i Catalogue of Life.